# Idaea byssinata
Idaea byssinata är en fjärilsart som beskrevs av Treitschke 1828. Idaea byssinata ingår i släktet Idaea och familjen mätare. Inga underarter finns listade i Catalogue of Life.